# Episodi di A.P. Bio (quarta stagione)
La quarta e ultima stagione di A.P. Bio, composta da 8 episodi, pubblicata sul servizio streaming della NBC Peacock il 2 settembre 2021.
Invece in Italia è stata trasmessa su Italia 2 dal 6 al 20 novembre 2022. 
| n° | Titolo originale                | Titolo italiano         | Pubblicazione USA | Prima TV Italia  |
| 1  | Tornado!                        | Tornado!                | 3 settembre 2020  | 6 novembre 2022  |
| 2  | Sweatpants                      | Braghe color cachi      | 3 settembre 2020  | 6 novembre 2022  |
| 3  | An Oath to Rusty                | Il giuramento a Rusty   | 3 settembre 2020  | 13 novembre 2022 |
| 4  | Tons of Rue                     | L'erba dell'amore       | 3 settembre 2020  | 13 novembre 2022 |
| 5  | The Perfect Date from Hell      | L'appuntamento perfetto | 3 settembre 2020  | 13 novembre 2022 |
| 6  | Love, for Lack of a Better Term | Forse è amore           | 3 settembre 2020  | 20 novembre 2022 |
| 7  | Malachi                         | Malachi                 | 3 settembre 2020  | 20 novembre 2022 |
| 8  | The Harvard Pen                 | La penna di Harvard     | 3 settembre 2020  | 20 novembre 2022 |